# NGC 626
NGC 626 é uma galáxia espiral barrada (SBc) localizada na direcção da constelação de Sculptor. Possui uma declinação de -39° 08' 46" e uma ascensão recta de 1 horas, 35 minutos e 11,9 segundos.
A galáxia NGC 626 foi descoberta em 4 de Setembro de 1834 por John Herschel.